# فرودگاه هودسنز هوپ
فرودگاه هودسنز هوپ (به انگلیسی: Hudson's Hope Airport) یک فرودگاه همگانی با کد یاتا YNH است که یک باند فرود آسفالت دارد و طول باند آن ۱۵۸۵ متر است. این فرودگاه در کشور کانادا قرار دارد و در ارتفاع ۶۷۷ متری از سطح دریا واقع شده‌است.